# 古田とわ
古田 とわ（ふるた とわ、1999年8月20日 - ）は、宮崎放送 (MRT) のアナウンサー。

## 来歴
熊本県阿蘇市出身。熊本県立大学総合管理部総合管理学科卒業。
大学2年時の秋に「2020 ミス・クマモト」に出場し、その年のミス・クマモトに選出された。その後は大学卒業前まで、熊本シティエフエム (FM791) のラジオ番組『情熱くまもと ロアッソ魂』に出演。またそれと並行して、福岡放送 (FBS) が運営するFBSアナウンスカレッジにも通っていた。
大学を卒業後、2022年に宮崎放送に入社。

## 担当番組

### テレビ番組
- Check![2]
- わけもん!![2]
- みらい・みやざき まなび隊[2]

### ラジオ番組
- おはよう!ニュースキャッチ[2]